# Алі Дахер
Алі Дахер (Ali Daher) (6 червня 1962, Ель-Айн-Баалбек) — ліванський дипломат. Надзвичайний і Повноважний Посол Лівану в Україні (з 2018).

## Життєпис
Народився 6 червня 1962 року в місті Ель-Айн-Баалбек. Закінчив Ліванський університет, магістр філософії та психології. Володіє мовами арабською, французькою, англійською та португальською.
У 1996—1999 рр. — аташе в Міністерстві закордонних справ Лівану.
У 1999—2000 рр. — перший секретар посольства Лівану в Триполі, Лівія.
У 2000—2002 рр. — перший секретар посольства Лівану в Ер-Ріяді, Саудівська Аравія.
У 2002—2012 рр. — Генеральний консул Лівану в Ріо-де-Жанейро, Бразилія.
У 2012—2013 рр. — співробітник Управління політичних справ Департаменту арабських справ МЗС Лівану.
З 13 березня 2013 по 1 грудня 2017 рр. — Надзвичайний і Повноважний Посол Лівану в Малайзії.
З 15 грудня 2017 року — Надзвичайний і Повноважний Посол Лівану в Києві, Україна.
10 січня 2018 року — вручив вірчі грамоти Президенту України Петрові Порошенку.

## Конференції та симпозіуми
- Представляв Ліван на багатьох міжнародних конференціях, головним чином, Третій Глобальний форум Альянсу цивілізацій у Ріо-де-Жанейро, травень 2010 р. (ОНУ), та 5-й Всесвітній форум міст (HABITAT ООН), Ріо-де-Жанейро, березень 2010 р.
- Відвідував 27-й саміт АСЕАН, Куала-Лумпур, Малайзія, листопад 2015 року.
- Представляв Ліван на надзвичайному засіданні Ради міністрів закордонних справ ОІК, щодо ситуації в Рогінге, Малайзія, 19 січня 2017 року.

## Нагороди та відзнаки
- медаль за заслуги Педро Ернесто, надана міською радою Ріо-де-Жанейро, 17 листопада 2003 р.
- Почесний громадянин, наданий міською радою Ріо, 27 листопада 2006 р.
- медаль Тирадентіса, Ріо-де-Жанейро, надана Державним парламентом Ріо-де-Жанейро, червень 2007 р.
- Ряд грамот подяки та визнання, надані лівансько-бразильськими емігрантськими асоціаціями.
- Нагороджений почесним званням Дато, Дар'я Султан Ахмад Шах (Д. С. А. П.), Малайзія — 3 березня 2017 року.